# میلارد فیلمور
میلارد فیلمور (به انگلیسی: Millard Fillmore) (۷ ژانویه ۱۸۰۰ – ۸ مارس ۱۸۷۴) سیزدهمین رئیس‌جمهور ایالات متحده آمریکا و آخرین شخص از حزب ویگ بود که توانست به ریاست جمهوری آمریکا برسد.او تا سال های پایانی زندگی،مشغول فعالیت بود.او سازنده دانشگاه ایالتی نیویورک در بوفالو است.

## زندگی

### میلارد فیلمور، سیزدهمین رئیس جمهوری آمریکا
میلارد فیلمورفردی بود که نشان داد چگونه در آمریکا از زندگی در کلبه‌ای ساده می‌توان به ثروت و مقام در کاخ سفید رسید.

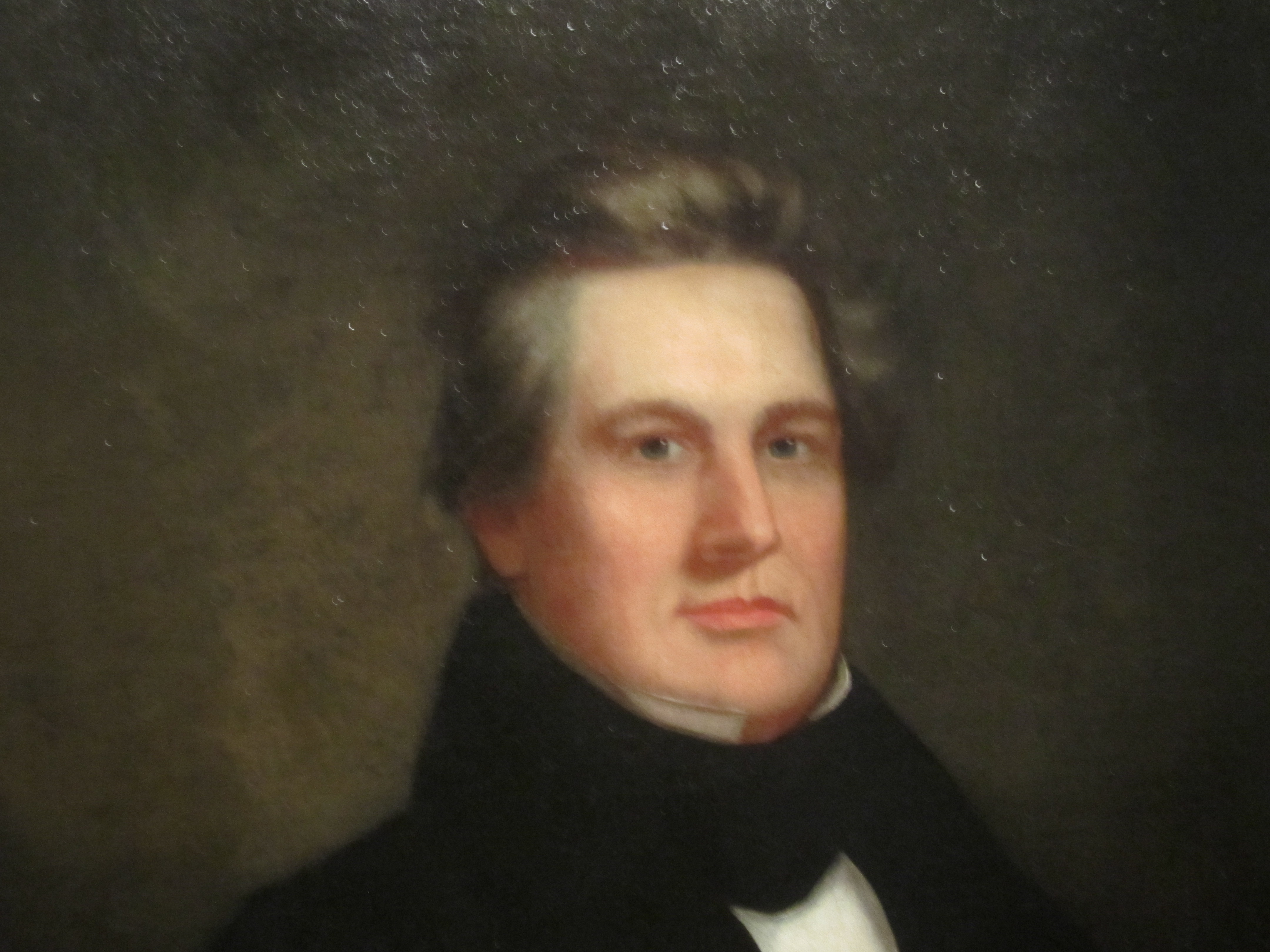
میلارد فیلمور در دوران جوانی

میلارد فیلمور سال ۱۸۰۰ در فینگر لیک نیویورک متولد شد. در جوانی محدودیت‌های زندگی در سرحدات را تجربه کرد. او در نوجوانی در مزرعه پدرش کار می‌کرد و در سن ۱۵ سالگی شاگرد خیاط شد. میلارد در مدرسه‌ای درس خواند که یک کلاس درس بیشتر نداشت و همان‌جا به معلم سرخ مویش، ابیگل پاورز، دل بست، آن دو بعدها با هم ازدواج کردند.

### ورود به دنیای سیاست
سال ۱۸۲۳ میلارد امتحان کسب پروانه وکالت را با موفقیت گذراند، هفت سال بعد دفتر وکالتش را به شهر بوفالو منتقل کرد. ابتدا دستیار ترلو وید، یکی از سیاستمداران عضو حزب ویگ بود، پس از آن هشت سال عضو مجلس نمایندگان بود. فیلمور ریاست جلسات سنا را زمانی عهده‌دار شد که مذاکرات فرسایشی مربوط به مصالحه سال ۱۸۵۰ در جریان بود. سال ۱۸۴۸ درحالی‌که سمت حسابرس کل نیویورک را بر عهده داشت به عنوان معاون ریاست جمهوری انتخاب شد. در این زمان جمعیت ایالات متحده ۲۳ میلیون و ۱۹۱ هزار و ۸۷۶ نفر بود.
ژوئیه سال ۱۸۵۰ زاکاری تایلور درگذشت و فیلمور جانشین او شد، این وقایع در آرایش قدرت سیاسی تغییر ایجاد کرد، اعضای کابینه تایلور استعفا دادند و پرزیدنت فیلمور بلافاصله دنیل وبستر را به سمت وزیر امور خارجه منصوب کرد و به این صورت تمایل خود را برای ائتلاف با اعضای میانه‌روی حزب ویگ که موافق مصالحه بودند نشان داد.

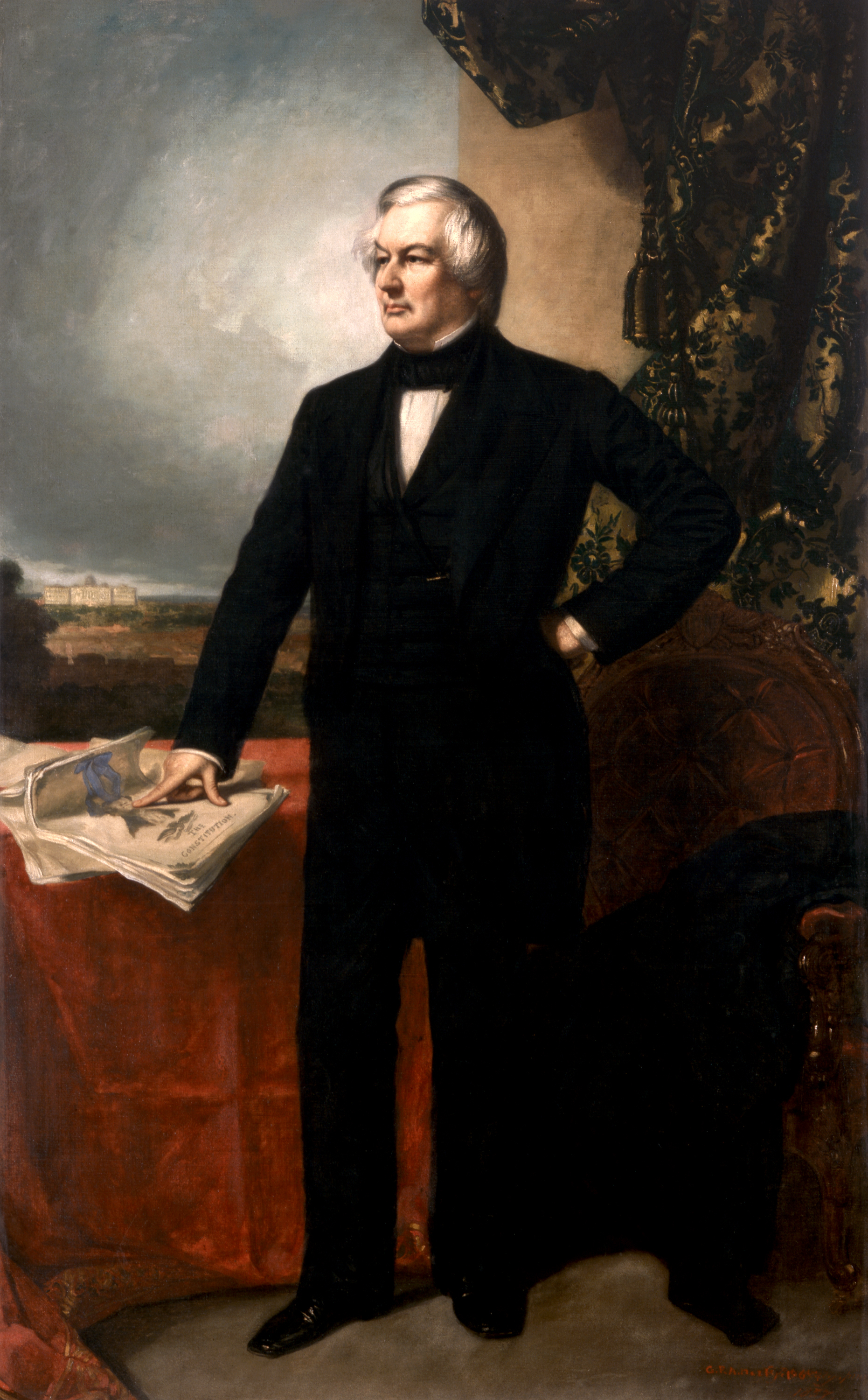
پرتره رسمی در کاخ سفید ۱۸۵۷

در زمان بررسی لایحه پذیرش کالیفرنیا به عنوان ایالت، مذاکرات خشنی میان موافقان و مخالفان توسعه مناطق برده دار در جریان بود و در زمینه حل و فصل مسایل اصلی پیشرفتی حاصل نشده بود. در چنین مقطع زمانی حساسی بود که فیلمور اعلام کرد آماده سازش است. روز ششم اوت سال ۱۸۵۰ فیلمور در پیامی به کنگره پیشنهاد کرد در ازای پرداخت مبلغی به تگزاس، این منطقه را از ادعا در مورد بخش‌هایی از نیومکزیکو منصرف کند. تعدادی از اعضای شمالی کنگره که می‌خواستند برده داری در تمامی اراضی که در پی جنگ مکزیک به‌دست آمده بود ممنوع شود، در نتیجه پیشنهاد فیلمور، موضع خود را نسبت به ممنوعیت برده داری تغییر دادند.
در نتیجه استراتژی سناتور استفن داگلاس و تدابیر رئیس‌جمهور، در نهایت مذاکرات به تصویب چند لایحه منجر شد. کالیفرنیا ایالت آزاد اعلام شد، مرزهای تگزاس را مشخص کردند و غرامت لازم پرداخت شد. افسران فدرال موظف شدند به برده دارانی که در تعقیب برده‌های فراری بودند، کمک کنند و تجارت برده در پایتخت ممنوع شود. تمامی این لوایح با اکثریت آرا تصویب شدند و روز ۲۰ سپتامبر به امضای ریاست جمهوری رسید. دنیل وبستر در یادداشتی در این رابطه نوشت: «حالا شبها می‌توانم راحت بخوابم.»
برخی از ویگ‌های نظامی شمالی، که حاضر به مصالحه نبودند و آشتی ناپذیر به نظر می‌رسیدند، فیلمور را به خاطر امضای لایحه تعقیب برده‌های فراری نبخشیدند و مانع از نامزدی فیلمور در دور بعدی انتخابات ریاست جمهوری شدند. ظرف مدت چند سال مشخص شد این مصالحه هر چند به منظور حل مسئله بحث‌برانگیز برده داری صورت گرفته اما در عمل آتش بستی موقت و متزلزل بوده‌است.

### پس از ریاست جمهوری
در سال‌های دهه ۱۸۵۰ و درحالی‌که حزب ویگ در حال فروپاشی بود، فیلمور حاضر نشد به حزب جمهوری‌خواه بپیوندد، اما در عوض سال ۱۸۵۶ نامزدی ریاست یکی از احزاب مطرح آن زمان را پذیرفت.
میلارد فیلموردر جریان جنگ‌های داخلی مخالف پرزیدنت لینکلن بود و در دوره بازسازی پس از جنگ‌های داخلی از پرزیدنت جانسون حمایت می‌کرد.
اولین کتابخانه و وان حمام در زمان ریاست جمهوری فیلمور در کاخ سفید درست شد. میلارد فیلمور همچنین حاضر به پذیرش مدرک افتخاری از دانشگاه آکسفورد نشد و گفت سواد و فضایل علمی لازم برای دریافت این مدرک را در خود نمی‌بیند. میلارد فیلمور سال ۱۸۷۴ درگذشت.